# Pavel Fic
Pavel Fic (* 3. Juni 1992) ist ein ehemaliger tschechischer Grasskiläufer. Er gehörte dem tschechischen Juniorenkader an und startete in den Jahren 2007 und 2008 im Weltcup.

## Karriere
Nach einigen Erfolgen bei Nachwuchsrennen im Tschechien-Cup nahm Pavel Fic wenige Tage nach seinem 15. Geburtstag erstmals an FIS-Rennen teil und erreichte dabei auf Anhieb Platzierungen unter den besten 20. Seine ersten Weltcuppunkte gewann der Tscheche am 1. September 2007 mit Rang 19 in der Super-Kombination von Forni di Sopra. Im Gesamtklassement der Saison 2007 belegte er den 45. Rang. Im September 2007 nahm Fic auch an der Weltmeisterschaft in Olešnice v Orlických horách teil, kam dabei aber in keinem Rennen unter die schnellsten 40.
In der Saison 2008 erreichte Fic in den Weltcuprennen von Čenkovice den siebenten Platz im Slalom sowie Rang 13 im Riesenslalom und kam damit auf Rang 34 in der Gesamtwertung. Bei der Juniorenweltmeisterschaft 2008 in Rieden gelangen ihm zwei 18. Plätze im Riesenslalom und im Super-G. Im September 2008 bestritt der Tscheche seine letzten Rennen.

## Erfolge

### Weltmeisterschaften
- Olešnice v Orlických horách 2007: 41. Riesenslalom, 45. Super-Kombination, 47. Super-G

### Juniorenweltmeisterschaften
- Rieden 2008: 18. Riesenslalom, 18. Super-G

### Weltcup
- Eine Platzierung unter den besten zehn, weitere zweimal unter den besten 20